# 异被赤车
异被赤车（学名：Pellionia heteroloba）为荨麻科赤车属下的一个种。

## 扩展阅读
維基物種上的相關：异被赤车